# La Barre (Jura)
La Barre és un municipi francès situat al departament del Jura i a la regió de Borgonya - Franc Comtat. L'any 2007 tenia 233 habitants.

## Demografia

### Població
El 2007 la població de fet de La Barre era de 233 persones. Hi havia 96 famílies de les quals 28 eren unipersonals (20 homes vivint sols i 8 dones vivint soles), 28 parelles sense fills, 36 parelles amb fills i 4 famílies monoparentals amb fills.
La població ha evolucionat segons el següent gràfic:
Habitants censats

### Habitatges
El 2007 hi havia 101 habitatges, 94 eren l'habitatge principal de la família, 1 era una segona residència i 6 estaven desocupats. 84 eren cases i 15 eren apartaments. Dels 94 habitatges principals, 75 estaven ocupats pels seus propietaris, 16 estaven llogats i ocupats pels llogaters i 3 estaven cedits a títol gratuït; 2 tenien una cambra, 4 en tenien dues, 8 en tenien tres, 16 en tenien quatre i 64 en tenien cinc o més. 84 habitatges disposaven pel capbaix d'una plaça de pàrquing. A 44 habitatges hi havia un automòbil i a 47 n'hi havia dos o més.

### Piràmide de població
La piràmide de població per edats i sexe el 2009 era:
| Homes | Edats   | Dones |
| ----- | ------- | ----- |
| 0     | 95 o +  | 0     |
| 0     | 90 a 94 | 0     |
| 0     | 85 a 89 | 0     |
| 0     | 80 a 84 | 0     |
| 4     | 75 a 79 | 8     |
| 4     | 70 a 74 | 4     |
| 4     | 65 a 69 | 0     |
| 0     | 60 a 64 | 4     |
| 12    | 55 a 59 | 0     |
| 12    | 50 a 54 | 12    |
| 12    | 45 a 49 | 12    |
| 4     | 40 a 44 | 8     |
| 16    | 35 a 39 | 0     |
| 4     | 30 a 34 | 16    |
| 8     | 25 a 29 | 0     |
| 8     | 20 a 24 | 8     |
| 8     | 15 a 19 | 12    |
| 12    | 10 a 14 | 16    |
| 4     | 5 a 9   | 0     |
| 4     | 0 a 4   | 8     |

## Economia
El 2007 la població en edat de treballar era de 153 persones, 117 eren actives i 36 eren inactives. De les 117 persones actives 107 estaven ocupades (59 homes i 48 dones) i 10 estaven aturades (4 homes i 6 dones). De les 36 persones inactives 13 estaven jubilades, 14 estaven estudiant i 9 estaven classificades com a «altres inactius».

### Ingressos
El 2009 a La Barre hi havia 94 unitats fiscals que integraven 240 persones, la mediana anual d'ingressos fiscals per persona era de 20.192 €.

### Activitats econòmiques
Dels 10 establiments que hi havia el 2007, 1 era d'una empresa extractiva, 5 d'empreses de fabricació d'altres productes industrials, 2 d'empreses de comerç i reparació d'automòbils i 2 d'empreses immobiliàries.
L'any 2000 a La Barre hi havia 5 explotacions agrícoles.

## Poblacions més properes
El següent diagrama mostra les poblacions més properes.